# Goniothalamus australis
Goniothalamus australis Jessup – gatunek rośliny z rodziny flaszowcowatych (Annonaceae Juss.). Występuje endemicznie w Australii – w północno-wschodniej części stanu Queensland. 

## Morfologia
PokrójZimozielone drzewo dorastające do 30 m wysokości.
LiścieMają eliptyczny lub odwrotnie jajowaty kształt. Mierzą 5–12 cm długości oraz 2–5 cm szerokości. Nasada liścia jest zwężająca się. Blaszka liściowa jest całobrzega o ostrym lub tępym wierzchołku. Ogonek liściowy jest nagi i dorasta do 3–10 mm długości.
KwiatySą pojedyncze, rozwijają się w kątach pędów. Działki kielicha mają trójkątny kształt i dorastają do 7–8 mm długości. Płatki mają kształt od owalnego do trójkątnego i zieloną lub pomarańczową barwę, osiągają do 10–35 mm długości. Kwiaty mają 130–140 pręcików i 9–13 owocolistków.
OwoceZebrane w owoc zbiorowy o jajowatym kształcie. Osiągają 30–60 mm długości.

## Biologia i ekologia
Rośnie w lasach i zaroślach.